# Rule (Nas)
Rule è il primo singolo tratto da Stillmatic, quinto album del rapper Nas.
La canzone contiene un campionamento da "Everybody Wants to Rule the World" delle Tears for Fears e vede la partecipazione della cantante R&B Amerie. Tematiche principali del testo l'America e la politica del Paese.
Rule non ha ricevuto grande attenzione dal pubblico a causa della scarsa promozione, dell'assenza di un videoclip e della pubblicazione su solo vinile. È per questo che Got Ur Self A... è considerato il primo vero singolo di "Stillmatic".

## Tracce

### Lato A
1. "Rule (Radio Edit)" (3:57)
2. "Rule (Instrumental)" (4:07)
3. "Rule (Clean A Cappella)" (4:02)

### Lato B
1. "No Idea's Original (Explicit)" (4:05)
2. "Rule (Explicit Edit)" (4:07)